# Alianza Europea de Agencias de Noticias
La Alianza Europea de Agencias de Noticias (en inglés: European Alliance of News Agencies, EANA) es una asociación de agencias de información europeas. Tiene su sede en Berna (Suiza) y cuenta con la afiliación de 32 agencias nacionales de Europa. Desde 2018 el presidente de EANA es el alemán Peter Kropsch. España está representada por la Agencia EFE.

## Historia
En 1924 se creó el antecesor de la Agencia, «Agences Alliées», que dejó de existir a causa de la Segunda Guerra Mundial. EANA fue fundada el 21 de agosto de 1956 por las agencias de los países de Europa occidental (más Yugoslavia). A partir de 1970 fueron invitadas las agencias de los países del bloque socialista.

## Agencias afiliadas
Cuenta con la afiliación de las agencias de 32 países de Europa.
| País                 | Agencia                                      | Enlace                                              |
| -------------------- | -------------------------------------------- | --------------------------------------------------- |
| Albania              | Agencia Telegráfica Albanesa                 |                                                     |
| Alemania             | Deutsche Presse-Agentur                      |                                                     |
| Andorra              | Agencia de Noticias Andorrana                |                                                     |
| Austria              | Agencia de Prensa de Austria                 |                                                     |
| Azerbaiyán           | Agencia Informativa Estatal de Azerbaiyán    |                                                     |
| Bélgica              | Agencia de Noticias Belga                    |                                                     |
| Bosnia y Herzegovina | FENA                                         |                                                     |
| Bulgaria             | Agencia de Noticias Búlgara                  |                                                     |
| Chipre               | Agencia de Noticias de Chipre                |                                                     |
| Croacia              | Agencia de Noticias Croata                   |                                                     |
| Dinamarca            | Ritzau                                       |                                                     |
| Eslovaquia           | Agencia de Noticias de la República Eslovaca |                                                     |
| Eslovenia            | Agencia de Noticias Eslovena                 |                                                     |
| España               | Agencia EFE                                  |                                                     |
| Finlandia            | Agencia de Noticias Finlandesa               |                                                     |
| Francia              | Agence France-Presse                         |                                                     |
| Grecia               | Agencia de Noticias Atenas-Macedonia         |                                                     |
| Hungría              | Agencia de Noticias Húngara                  |                                                     |
| Italia               | ANSA                                         |                                                     |
| Noruega              | Agencia de Noticias Noruega                  |                                                     |
| Países Bajos         | Algemeen Nederlands Persbureau               |                                                     |
| Portugal             | Lusa                                         |                                                     |
| Polonia              | Agencia de Prensa Polaca                     |                                                     |
| República Checa      | Agencia de Noticias Checa                    |                                                     |
| Reino Unido          | PA Media                                     |                                                     |
| Rumania              | Agerpres                                     | Archivado el 14 de mayo de 2022 en Wayback Machine. |
| Rusia                | TASS                                         |                                                     |
| Serbia               | Tanjug                                       |                                                     |
| Suecia               | Agencia de Noticias TT                       |                                                     |
| Suiza                | Keystone-SDA                                 |                                                     |
| Turquía              | Agencia Anadolu                              |                                                     |
| Ucrania              | Ukrinform                                    |                                                     |